# Sybille Merk
Sybille Merk (* 5. Februar 1968 in Hamburg als Sibylle Powarzynski) ist eine deutsche Seglerin. Sie ist Ärztin und Geschäftsführerin einer Privatklinik im Landkreis Passau.
Merk ist Mitglied im Bayerischen Yacht-Club (BYC) und im SC Füssen Forggensee (SCFF).

## Seglerische Laufbahn
Bei den Olympischen Sommerspielen 1996 in Atlanta startete sie in der Bootsklasse Europe und belegte im Endergebnis den 6. Rang.
Am 1. April 2017 übernahm sie das Amt des Reviervertreters des Bayerischen Seglerverbandes für die Region 02 Allgäu/Bay. Schwaben.
Seit dem 27. Dezember 2020 ist sie die Vorsitzende des Bayerischen Seglerverbandes.
Am 14. Januar 2025 gab der Deutsche Segler-Verband bekannt, dass Merk im DSV-Präsidium als kommissarische Vizepräsidentin für den Bereich Olympisches Segeln und Nachwuchsleistungssport verantwortlich ist, da der vorherige Amtsinhaber Dirk Ramhorst seinen Posten kurzfristig vor Beginn des Seglertags 2024 zur Verfügung gestellt hatte.